# 루나파크 (오사카)

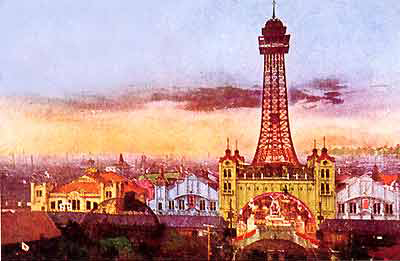
원래의 쓰텐카쿠와 신세카이. 오른쪽의 아치가 루나파크의 정문이다.

루나파크(일본어: ルナパーク 루나파쿠[*], 영어: Luna Park)는 아사쿠사 루나파크를 이어 일본에서 두 번째로 생긴 루나파크라는 이름을 붙인 놀이공원이었다. 이러한 일본의 루나파크의 컨셉은 뉴욕의 코니아일랜드에 1903년에 개업한 루나파크를 참고한 것이다. 1912년에 개원하여 1923년까지 영업하였다. 오사카시 신세카이에 있으며 부지 면적은 132,000 평방 미터였다. 쓰텐카쿠에서 입구까지 로프웨이가 있는 독특한 구조였다.

## 역사
루나파크는 가와우라 겐이치에 의해 건설되어 소유하고 있었다. 1911년에 그가 소유한 아사쿠사 루나파크와 오사카의 두 극장이 화재로 폐쇄되었으며, 1912년에 그는 자신의 영화사인 요시자와 상점을 우메야 쇼키치에 매각했다. 가와무라는 루나파크를 주식회사로 하기로 한다. 1912년 4월에 아사쿠사 구 아사쿠사 공원 루나파크 주식회사를 설립했다. 가와무라는 처음에는 이사였지만 나중에 사장이 되었다.
도쿄에 루나파크를 재건하는 것보다 두 번째 루나파크를 오사카 신세카이에 건설하는 결단을 내렸다. 같은 시기에 쓰텐카쿠가 루나파크 건설 예정지의 북쪽에 세워져 있었다. 이로서 루나파크의 화이트 타워 (백탑)와 높이 86m의 쓰텐카쿠가 로프웨이가 연결되어 관객이 공원 입구로 향할 때 공중의 경치를 즐길 수 있도록 설계되었다. 이것은 이탈리아의 세레티 & 탄피니 (Ceretti & Tanfani)가 제조한 일본 최초의 여객용 케이블카였다.
신세카이 루나파크 명소로는 절규 머신, 회전 목마, 롤러스케이트 홀, 연예장, 활동 사진관, 음악당, 불사의관, 전망대 (백탑), 대중 연무장 (청화전), 동물사, 폭포 계곡, 분천 목욕탕, 원형 목욕탕, 사우나, 온수 수영장이 설치되어 있었다.
신세카이 루나파크는 1925년에 폐쇄됐다. 1943년 1월에는 쓰텐카쿠가 화재로 손상되어 그대로 폐쇄된 자료를 군사 이용하기 위해 일본 정부에 의해 해체되었다. 세계 대전이 끝나고 쓰텐카쿠가 다시 건설되어 1956년에 영업을 시작했다.